# Rudgea fascigera
Rudgea fascigera är en måreväxtart som beskrevs av Paul Carpenter Standley. Rudgea fascigera ingår i släktet Rudgea och familjen måreväxter. Inga underarter finns listade i Catalogue of Life.